# Anders Bergstrand
Anders Bergstrand, född 16 november 1834 i Tveta socken, Värmlands län, död 13 juni 1912 i Stockholm, var en svensk läkare. 
Bergstrand blev student vid Uppsala universitet 1854, medicine kandidat 1863, medicine licentiat vid Karolinska institutet i Stockholm 1867 och medicine doktor vid Lunds universitet 1877 på avhandlingen Studier öfver myopiens etiologi. Han var t.f. lasarettsläkare i Borås 1867–1868, lasarettsläkare i Simrishamn 1868–1872, praktiserande läkare i Ystad 1872, andre bataljonsläkare vid Södra skånska infanteriregementet 1873–1875, vid Husarregementet Konung Carl XV 1875–1878 och vid Skånska husarregementet 1878–1879. Han var sjukhusläkare vid Allmänna garnisonssjukhuset i Stockholm 1877–1878, lasarettsläkare i Malmö 1879–1898 och praktiserande läkare i Stockholm från 1898.
Han var också en av de tio instiftarna av Sällskapet Heimdall. Bergstrand är begravd på Norra begravningsplatsen utanför Stockholm.